# Човек на погрешном месту
Човек на погрешном месту је прва епизода телевизијске серије „Врућ ветар“, снимљене у продукцији Телевизије Београд. Премијерно је приказана у Социјалистичкој Федеративној Републици Југославији 6. јануара 1980. године на Првом програму Телевизије Београд.

## Синопсис
Прва епизода прати догодовштине берберина Боривоја Шурдиловића Шурде, који је у потрази за бољим животом дошао из Власотинца у Београд. Невољно обављајући посао берберина, запада у невоље са муштеријама. „Привремено“ станује код ујака Фирге, пензионисаног зидара нежење и бабе. Девојка, са којом је дуги низ година био у вези, оставља га незадовољна што брже не напредује у животу. После једног обрачуна са муштеријом, револтиран одлучује да престане да буде берберин.

### Детаљан опис епизоде
Уместо у берберници, Шурда (Љубиша Самарџић) време проводи у оближњој кафани пратећи маратонску шах партију између кројача (Славко Симић) и његовог пријатеља (Мића Томић). По повратку у берберницу затиче муштерију, која му по завршетку бријања, уместо плаћања саопштава да је његов пријатељ из детињства Слободан Михајловић Боб (Бора Тодоровић). У берберницу потом долази бивши власник берберин (Милутин Бутковић), који Шурду прекорева због лошег односа према раду и муштеријама док Шурда сањари о поновном одласку у Грчку. 
У експрес ресторану Шурда се среће са својом дугогодишњом девојком Аном (Нада Блам) која се жали на њихов однос и саопштава му да морају да иду на усељење код њене пријатељице Иванке која се богато удала. Шурда потом одлази код кројача, у намери да му овај заврши одело, после шест проба. Кројач је, уместо оделом, заокупљен шахом. Уместо да панталоне скрати и сако прошири, он чини обратно па одело не ваља и Шурда незадовољан одлази из радње. 
Код куће, Фирга (Миодраг Петровић Чкаља) и баба (Радмила Савићевић) имају проблем са водоинсталатером (Божидар Стошић), који хоће да им наплати лоше урађену поправку чесме. Шурда потом долази и они му помажу да са себе скине одело. Касније током ручка, Фирга и баба критикују Шурду због лошег односа према раду. 
Заједно са девојком Аном, Шурда одлази код њене пријатељице Иванке (Јелица Сретеновић) на прославу поводом усељења у нови стан. У луксузно опремљеном стану, Шурда упознаје многе угледне госте, међу којима су Воја Брајовић и Драган Николић. После расправе са једним од гостију (Петар Словенски), изнервиран кичем и снобизмом, Шурда демонстративно одлази. 
Шурдина девојка, у потрази за њим, долази у берберницу где среће бившег власника, који јој се жали на Шурдин однос према раду. За то време Шурда је на лекарском прегледу. Током прегледа, доктор (Мића Татић) више пута разговара са сестрама и телефонира, што Шурду изнервира и на крају незадовољно одлази из ординације. По доласку у берберницу, затиче муштерију, али је избацује из радње, јер је увела пса. Потом долази нова муштерија, која жури на свадбу, али Шурда није у елементу за рад. Он отпочиње бријање, истовремено слушајући грчку музику и играјући.
У ресторану, на Ушћу, Шурда се среће са девојком Аном. Она Шурду критикује због слабог напредовања у животу а он њу због лошег успеха на факултету. После размењених увреда она одлази. Шурда потом долази у берберницу где убрзо потом долази нервозна муштерија која жури на суд. Шурда поново није у елементу за рад јер му је пао притисак. Муштерија тада Шурди кува кафу, како би се повратио, али Шурда и даље не може да устане. Журећи на суд, муштерија почиње да се сама брије, па се више пута посече. Изнервирана муштерија, тада одлучује да обрије Шурду. 
Шурда нерасположен долази кући, са модрицама и фластерима, и Фирги и баби саопштава да више неће да брије.

## Улоге
Списак глумаца и ликова који се појављују у епизоди „Човек на погрешном месту“:
| Глумац                 | Улога                              |
| ---------------------- | ---------------------------------- |
| Љубиша Самарџић        | Боривоје Шурдиловић Шурда          |
| Миодраг Петровић-Чкаља | Благоје Поповић Фирга              |
| Славко Симић           | кројач                             |
| Мића Томић             | кројачев пријатељ, шахиста         |
| Радмила Савићевић      | Шурдина баба                       |
| Бора Тодоровић         | Слободан Михајловић Боб            |
| Нада Блам              | Анчи, Шурдина девојка              |
| Милутин Бутковић       | берберин у пензији                 |
| Мића Татић             | доктор                             |
| Мирјана Николић        | медицинска сестра                  |
| Лидија Плетл           | медицинска сестра                  |
| Мида Стевановић        | нервозна муштерија у берберници    |
| Велимир Суботић        | муштерија у берберници, са псом    |
| Ненад Цигановић        | муштерија у берберници             |
| Предраг Тодоровић      |                                    |
| Петар Словенски        | Борко, гост на пријему             |
| Јелица Сретеновић      | Иванка, Аницина другарица          |
| Драган Оцокољић        | др Ивковић, Иванкин муж            |
| Пола Ракић-Вуловић     |                                    |
| Бранко Цвејић          | Миша, гост на пријему              |
| Љубица Калезић         |                                    |
| Иво Јакшић             | Аврамовић, гост на пријему         |
| Мирјана Мијатовић      |                                    |
| Богољуб Петровић       | директор Курчубић, гост на пријему |
| Божидар Стошић         | водоинсталер                       |
| Душан Димитријевић     |                                    |
| Милан Барловац         |                                    |
| Љиљана Радосављевић    |                                    |
| Зоран Богдановић       |                                    |
| Драган Николић         | гост на пријему                    |
| Воја Брајовић          | гост на пријему                    |